# Svante Svedlin
Tor Svante Svedlin, född 1 maj 1922 i Hangö, död 17 oktober 2004 i Helsingfors, var en finländsk bibliofil och tjänsteman.
Svedlin blev diplomingenjör 1948. Från 1952 var han verksam vid Finska Kabelfabriken/Nokia; åren 1973–1987 som chef för koncernens byggnadsavdelning.
Svedlin var en av Finlands främsta bibliofiler, känd framförallt för sin unika samling med verk i originalupplaga av August Strindberg. Till diktarens 150-årsjubileum 1999 ordnade Sällskapet Bokvännerna en utställning med 150 verk ur den svedlinska samlingen i Helsingfors.